# Berting Labra
Roberto 'Berting' Labra (17 april 1933 - Pateros, 10 februari 2009) was een Filipijns acteur.
Labra begon zijn filmcarrière van bijna 50 jaar als kindacteur eind jaren 40 en begin jaren 50. Hij werd bekend door zijn rollen aan de zijde van de acteurs als Fernando Poe sr. en Fernando Poe jr.. In totaal speelde Labra rollen in meer dan honderd Filipijnse films.
In 1969 werd Labra samen met collega-acteur Eddie Fernandez veroordeeld wegens moord en kwam hij in de gevangenis terecht. Dertien jaar later werden ze echter vrijgesproken door Hooggerechtshof en kwam hij vrij.
Labra overleed op 75-jarige leeftijd aan de gevolgen van een longemfyseem.